# Fritz Werner (Richter)
Fritz Werner (* 4. Mai 1906 in Stettin; † 26. Dezember 1969 in Hannover) war ein deutscher Richter und Hochschullehrer. Er war von 1958 bis zu seinem Tod 1969 Präsident des Bundesverwaltungsgerichts und zugleich ab 1964 ordentlicher Professor an der FU Berlin. Er verkörperte damit den seltenen Fall des Präsidenten eines obersten Gerichtshofes des Bundes, der zeitgleich als Professor tätig war.

## Leben
Als Sohn eines Bankkaufmanns in Stettin geboren, besuchte Werner das Friedrich-Wilhelms-Realgymnasium seiner Heimatstadt bis zur Reifeprüfung 1924 und machte dann eine Lehre als Speditionskaufmann. 1926 wurde er Geschäftsführer des Landesverbands Pommern des Vereins für das Deutschtum im Ausland; Landesvorsitzender war der Stettiner Stadtschulrat August Hahne. Ab 1927 studierte Werner Rechtswissenschaften in Berlin, Kiel, Frankfurt/Main und Greifswald und wurde 1934 an der Universität Greifswald bei Erich Molitor mit einer Abhandlung zu Tarifvertrag und Tarifordnung zum Dr. jur. promoviert. In den Jahren 1932–1936 war er Assistent in Greifswald u. a. bei Arnold Köttgen. Sein besonderes Interesse galt dem Öffentlichen Recht.
Werner war bereits vor 1933 Mitglied der SA gewesen und wurde 1937 Mitglied der NSDAP und wurde nach 1933 zum höheren SA-Führer berufen. Danach wurde Werner zunächst Gerichtsassessor in Greifswald und Kassel, wo er 1939 zum Amtsgerichtsrat ernannt wurde. Nachdem er von Beginn an am Zweiten Weltkrieg teilgenommen hatte, geriet Werner als Hauptmann und Bataillonskommandeur in sowjetische Kriegsgefangenschaft, aus der er 1947 entlassen wurde und aus der SBZ nach Kassel zurückkehrte. 1949 wurde er dort Landgerichtsrat. 1950 wurde er, seinem akademischen Interesse gemäß, als Richter an das neu errichtete Oberverwaltungsgericht für die Länder Niedersachsen und Schleswig-Holstein in Lüneburg berufen, wo er ab 1952 als Senatsvorsitzender und ab 1955 als Vizepräsident tätig war. Seit 1951 wurde er Mitglied in der Schriftleitung des Deutschen Verwaltungsblatts. Ab 1958 war er Präsident des Bundesverwaltungsgerichts, wo er Vorsitzender des 1. Senats war.
Unter Werners Vorsitz verhandelte der 1. Senat im Dezember 1962 über den Verbotsantrag gegen die Vereinigung der Verfolgten des Naziregimes – Bund der Antifaschistinnen und Antifaschisten, den die Bundesregierung im Oktober 1959 gestellt hatte.
Der New Statesman kommentierte das Verfahren unter Werners Vorsitz und dem beisitzenden Richter Eugen Herig (seit 1933 NSDAP-Mitglied, später auch SS-Mitglied) damals bissig:
Die VVN vor Gericht zu stellen zeugt schon überhaupt von sehr schlechtem Geschmack, dann aber dafür einen Nazi-Richter und SA-Mitglied als Vorsitzenden zu ernennen, ist absolut unglaublich ... Nun, wenn Adenauer die Vertreter von Menschen, die in Konzentrationslagern litten, unbedingt bestrafen will, müsste sich, um ihre Schuld festzustellen, irgendwo in seinem Reich ein Richter finden lassen, der selbst kein Nazi war.
Das Gericht hob den Termin im Verbotsverfahren auf, ohne einen neuen festzusetzen. Damit war der Verbotsantrag gescheitert. In der Begründung hieß es:

„Es fragt sich ob eine etwaige Feststellung, daß die Antragsgegnerin eine Vereinigung ist, deren Tätigkeit sich gegen die verfassungsmäßige Ordnung richtet, im vorliegenden Fall ausreicht, um den Verbotsantrag zu rechtfertigen. Der derselben verfassungsmäßigen Ordnung zugrunde liegende Sühnegedanke, dessen Verwirklichung zu den vornehmsten Aufgaben der Bundesrepublik gehört, verlangt eine Abwägung, ob gegen eine Organisation von Verfolgten ein Verbot mit der damit untrennbar verbundenen Strafsanktion erlassen werden darf.“

Diese höchstrichterliche Verfahrensweise war seinerzeit umstritten und erregte Aufsehen, weil damit die Problematik des Standorts des Gedankens der Sühne nationalsozialistischen Unrechts in der bundesdeutschen Verfassungsordnung in Zusammenhang mit dem Toleranzgedanken der in der Verbotsnorm des Art. 9 Abs. 2 Grundgesetz ebenfalls angesprochenen verfassungsmäßigen Ordnung aufgezeigt wurde. Diese „unorthodoxe höchstrichterliche Entscheidung“, die von Helmut Ridder als „Domestizierung des Ausnahmezustands aus dem moralischen Ansatz“ beschrieben wurde, fand in der damaligen Verfassungsrechtsdiskussion aber keine Resonanz. Von Seiten des VVN-BdA geht man davon aus, dass der Prozess wegen der NS-Vergangenheit Werners geplatzt sei, die der Sekretär der VVN Niedersachsen, August Baumgarte, während der mündlichen Verhandlung öffentlich gemacht hatte.
Fritz Werner war seit 1956 Honorarprofessor an der Universität Göttingen und wurde 1964 zum ordentlichen Professor für Staatsrecht und Politik an der FU Berlin berufen. An der Deutschen Hochschule für Verwaltungswissenschaften in Speyer hielt er Fortbildungskurse.
Werner prägte die Sichtweise des Verwaltungsrechts als konkretisiertes Verfassungsrecht. Eine Vielzahl seiner Publikationen befasste sich mit rechtlichen Grundfragen seiner Zeit, so mit Problemen der Gewaltenteilung, der richterlichen Unabhängigkeit und der Rolle der Verwaltungsgerichtsbarkeit, aber auch mit dem Thema „Recht und Gerechtigkeit“, vielfach vor historischem und rechtsphilosophischem Hintergrund.

## Schriften (Auswahl)
- Recht und Gericht in unserer Zeit. Reden, Vorträge, Aufsätze 1948–1969, Hrsg. von Karl August Bettermann und Carl Hermann Ule, Köln/Berlin/Bonn/München 1971. ISBN 3-452-17359-3.
- Zum Verhältnis von gesetzlichen Generalklauseln und Richterrecht, Karlsruhe 1966.
- Über Tendenzen der Entwicklung von Recht und Gericht in unserer Zeit, Karlsruhe 1965.
- Recht und Toleranz, Tübingen 1963.
- Das Problem des Richterstaates, Berlin 1960.
- Empfiehlt es sich, den allgemeinen Teil des Verwaltungsrechts zu kodifizieren? (Gutachten für den 43. Deutschen Juristentag), Tübingen 1960.
- Grundsätzliches zur Richteranklage, 1950.
- Zur Geschichte des Kammergerichts in Berlin, 1968.
- Über Goethes Wirken in der Verwaltung, DVBl. 1949, S. 421–424.
- Georg Büchners Drama „Dantons Tod“ und das Problem der Revolution, 1952.
- Sport und Recht, 1968.
- Schule, Staat und Recht, 1957.
- Tarifvertrag und Tarifordnung, Dissertation (Greifswald), Stettin 1934.